# Spellslinger (2017)
Die Spellslinger-Reihe ist eine Fantasy-Serie von Sebastian de Castell, die auf dem Kontinent Eldrasia spielt. Sie erzählt die Geschichte von Kellen, der als Jan'Tep-Eingeweihter beginnt, seinem Argosi-Mentor Ferius Parfax und seinem Geschäftspartner Reichis, der Eichhörnchenkatze.

## Bücher

### Deutsche Ausgaben
- Sebastien de Castell: Spellslinger – Karten des Schicksals. dtv Verlagsgesellschaft mbH & Co. KG, München 2020, ISBN 978-3-423-76276-2.
- Sebastien de Castell: Shadowblack – Karten des Schicksals. dtv Verlagsgesellschaft mbH & Co. KG, München 2020, ISBN 978-3-423-76294-6.

### Englische Ausgaben
- Sebastien de Castell: Spellsinger. Hot Key Books, Schweden 2017, ISBN 978-1-4714-0611-9.
- Sebastien de Castell: Shadowblack. Hot Key Books, Schweden 2017, ISBN 978-1-4714-0667-6.
- Sebastien de Castell: Charmcaster. Hot Key Books, Schweden 2018, ISBN 978-1-4714-0672-0.
- Sebastien de Castell: Soulbinder. Hot Key Books, Schweden 2018, ISBN 978-1-4714-0674-4.
- Sebastien de Castell: Queenslayer. Hot Key Books, Schweden 2019, ISBN 978-1-4714-0548-8.
- Sebastien de Castell: Crownbreaker. Hot Key Books, Schweden 2019, ISBN 978-1-4714-0551-8.

## Handlung

### Spellslinger
Kellen ist ein Jan'Tep. Er lebt in einer Gesellschaft, wo nur Magier etwas wert sind. Er stammt aus einer mächtigen Magierfamilie, hat aber selber keine Fähigkeiten. Er wird bald sechzehn. Wenn seine magische Kraft sich bis dahin nicht gezeigt hat, muss er als Sha'Tep leben. Diese Dienen den Jan'Tep und leben als niedere Diener. Mit Hilfe einer wandernde Gauklerin kommt Kellen dahinter, dass seine Familie seine Magie gebunden haben; seine Großmutter hat ihm nämlich eine magische Kraft geschenkt, die dämonischer Natur ist. Sie haben versucht diese Macht zusammen mit seiner eigentlichen Magie zu binden. Diese bricht aber frei. Um sein eigenes Leben zu retten, flieht er zusammen mit der Eichhörchenkatze Reichis und der Gauklerin Ferius aus der Stadt. Kurz vor seiner Flucht wurde ein Aufstand der Sha'Tep, die für Gleichberechtigung kämpften, blutig niedergeschlagen. Und er erfährt, dass sie die Stadt mit der Oasis, dem Quell ihrer Magie, von den Mahdek kriegerisch erworben haben.

### Shadowblack
Kellen befindet sich in der Wüste. Es ist ein Kopfgeld auf ihn ausgesetzt. In einer Akademie, die von wichtigen Persönlichkeiten der umliegenden Ländern besucht wird, geht eine Seuche um. Es sieht aus wie Schattenseuche, die dämonische Magie die Kellen besitzt. Es stellt sich aber heraus, dass es ein Fluch ist, der von den Jan'Tep ausgesprochen wurde. Die wichtigen Personen werden gegen ihre Willen und unwissentlich als Spione missbraucht. Zudem können die Jan'Tep durch Steine, die sie an den Fluch gebunden haben -- ein Stein pro verfluchte Person -- diese kontrollieren. Kellen schafft es mit seinen Freunden einige der Steine zu zerbrechen. Aber einige der wichtigeren Personen sind immer noch in der Macht der Jan'Tep.

### Charmcaster
In der Erfinder- und Handelsstadt Gitabria wurde eine neue Gerätschaft erfunden: ein kleiner mechanischer Vogel, der eigenständig fliegen kann. Es gibt ein Mordversuch auf die Erfinderin, durch ihre eigene Tochter. Es stellt sich heraus, dass die Tochter durch einen Stein ferngesteuert wurde. Kellen schafft es die Tochter vom Fluch zu befreien. Er muss dabei entdecken, dass es seine Schwester ist, die die Tochter ferngesteuert hat. Und es kommt noch schlimmer: die Gitabria verwenden das Design für den Vogel um selbstdenkende Kriegsmaschinen zu bauen. Die Erfinderin erkennt die Gefahr, vernichtet ihre Forschung und begeht Selbstmord.

## Völker

### Jan'Tep
Es handelt sich um ein Mischvolk. Sie griffen die Mahdek mit Dämonen an und ergatterten deren Stadt. Die Mahdek hatten dort nämlich einen Quell der Magie gebaut. Sie verschleierten den Völkermord und behaupteten, dass sie selbst die Stadt erbaut hätten. Sie beherrschen Magie. Die Sha'Tep sind diejenigen von ihnen, die ohne Magie zur Welt kommen und ein Leben als Bürger zweiter Klasse erdulden müssen.

### Argosi
Die Argosi sind fahrende Leute. Sie sind immer unterwegs und meist auch alleine. Sie malen Spielkarten mit Motive von Dingen, von denen sie meinen, dass sie die Welt verändern können. Sie versuchen die Welt durch ihre Geschichten und durch ihre Diplomatie vor Krieg und Zerstörung zu bewahren.

### Gitabrianer
Sie sind Erfinder und Forscher. Sie leben für das Entdecken neuer Dinge. Darüber hinaus sind sie ein Handelszentrum. Militärisch sind sie aber weit unterlegen.